# Philippe Grandjean (Mediziner)
Philippe Grandjean (* 1. März 1950) ist ein dänischer Wissenschaftler auf dem Gebiet der Umweltmedizin. Er war Leiter der Forschungsabteilung für Umweltmedizin an der Universität von Süddänemark und außerordentlicher Professor für Umweltgesundheit an der Harvard School of Public Health. Grandjean ist außerdem Mitbegründer und Mitherausgeber der Zeitschrift Environmental Health und Berater der dänischen Gesundheitsbehörde. Er ist bekannt für seine Forschungen über die Entwicklungstoxizität und die schädlichen Auswirkungen bestimmter Umweltchemikalien, denen Kinder häufig ausgesetzt sind.
1979 schloss Grandjean seine Dissertation zum Thema Widening perspectives of lead toxicity ab.
Grandjean war der Erste, der feststellte, dass die Exposition gegenüber per- und polyfluorierten Alkylverbindungen (PFAS) wie PFOS und PFOA die Wirksamkeit von Impfstoffen reduziert. Unter anderem aufgrund dieser Feststellung legte die Europäische Behörde für Lebensmittelsicherheit 2020 die tolerierbare wöchentliche Aufnahmemenge (TWI) für vier PFAS fest.
Im Dokumentarfilm The PFAS Cover-up ist Grandjean einer der Hauptexperten, die zu Wort kommen.

## Bücher
- Philippe Grandjean: Only one chance: how environmental pollution impairs brain development – and how to protect the brains of the next generation next generation (= Environmental ethics and science policy series). 1. issued as an Oxford University Press paperback Auflage. Oxford University Press, New York 2015, ISBN 978-0-19-023973-2.
- Philippe Grandjean (Hrsg.): Ecogenetics: genetic predisposition to the toxic effects of chemicals. 1. ed Auflage. Chapman & Hall, London 1991, ISBN 978-0-412-39290-0.
- Philippe Grandjean: Skin penetration: hazardous chemicals at work. Taylor & Francis, London 1990, ISBN 978-0-85066-834-6.
- Renate D. Kimbrough, Kathryn Mahaffey, Philippe Grandjean, Sten-Hendrik Sandoe, David Rutstein: Clinical effects of environmental chemicals: a software approach to etiological. Hemisphere publ, New York Washington Philadelphia [etc.] 1989, ISBN 978-0-89116-921-5.
- World Health Organization Regional Office for Europe: Toxic oil syndrome: mass food poisoning in Spain: report on a WHO meeting. Hrsg.: Philippe Grandjean, Stanislaw Tarkowski. World Health Organization, Copenhagen 1984, ISBN 978-92-890-1021-4.
- Philippe Grandjean (Hrsg.): Biological effects of organolead compounds. CRC Pr, Boca Raton, Fla 1984, ISBN 978-0-8493-5309-3.